# C12H24N2O3
化学式C12H24N2O3（摩尔质量：244.33 g/mol）可以指：
- DMDEE，CAS号：6425-39-4
- 亮氨酸-亮氨酸二肽，CAS号：3303-31-9

|  | 这个同类索引页列出了具有相同分子式的化学物（即同分異構體）条目。 除非您是有意链接至本页，否则应将相应条目的内部链接指向正确的条目。 |